# Iso Kivijärvi (sjö i Pudasjärvi, Norra Österbotten)
Iso Kivijärvi är en sjö i kommunen Pudasjärvi i landskapet Norra Österbotten i Finland. Sjön ligger 108,6 meter över havet. Den är 1,1 meter djup. Arean är 62 hektar och strandlinjen är 3,94 kilometer lång. Sjön  ingår i Ijo älvs huvudavrinningsområde.   Den ligger omkring 67 kilometer nordöst om Uleåborg och omkring 570 kilometer norr om Helsingfors. 